# Teatri romani
Questa è una lista di teatri romani. Normalmente di forma semicircolare, devono essere distinti dalla meno comune struttura dell'anfiteatro romano, che era invece ovale.
La lista che segue è stata stilata sulla base dei paesi e delle località moderne ed antiche.

## Lista di teatri romani
(elenco parziale, in aggiornamento)

### Albania
| Città (Nome latino) | Città (Nome moderno) | Paese   | Provincia romana    | Coordinate                  | Nome                            | Diametro della cavea | Note                                                                                  | Fotografia |
| ------------------- | -------------------- | ------- | ------------------- | --------------------------- | ------------------------------- | -------------------- | ------------------------------------------------------------------------------------- | ---------- |
| Antigonea           | Antigonë             | Albania |                     |                             | Teatro di Antigonea             |                      | origini preromane, distrutto durante l'occupazione romana Scheda in Theatrum database |            |
| Apollonia           | Pojani               | Albania | Macedonia poi Epiro | 40°43′N 19°28′E             | Teatro romano di Apollonia      | 51,5 metri (169 ft)  | origini preromane Scheda in Theatrum database                                         |            |
| Apollonia           | Pojani               | Albania | Macedonia poi Epiro |                             | Odeion romano di Apollonia      |                      |                                                                                       |            |
| Buthrotum           | Butrinto             | Albania | Illyricum           | 39°44′44.12″N 20°01′13.94″E | Teatro romano di Butrinto       |                      | Scheda in Theatrum database                                                           |            |
| Byllis              | Hekal                | Albania | Epiro               | 40°32′25.08″N 19°44′15″E    | Teatro sudoccidentale di Byllis |                      | origini preromane Scheda in Theatrum database                                         |            |
| Hadrianopolis       | Sofratikë            | Albania |                     | 39°59′47.01″N 20°13′28.94″E | Teatro romano di Hadrianopolis  |                      | Scheda in Theatrum database                                                           |            |
| Oricum              | Orikum               | Albania |                     | 40°19′08.91″N 19°25′47.01″E | Teatro di Oricum                |                      | origini preromane Scheda in Theatrum database                                         |            |
| Phoenice            | Finiq                | Albania |                     | 39°54′48.78″N 20°03′23.26″E | Teatro di Phoenice              |                      | possibili origini preromane Scheda in Theatrum database                               |            |

### Algeria
| Città (Nome latino)   | Città (Nome moderno) | Paese   | Provincia romana    | Coordinate                 | Nome                       | Diametro della cavea | Note | Fotografia |
| --------------------- | -------------------- | ------- | ------------------- | -------------------------- | -------------------------- | -------------------- | --- | ---------- |
| Calama                | Guelma               | Algeria | Africa proconsolare | 36°28′01.99″N 7°25′48.68″E | Teatro romano di Guelma    |                      | |            |
| Cesarea di Mauretania | Cherchell            | Algeria | Mauretania          | 36°36′36″N 2°11′48″E       | Teatro romano di Cesarea   |                      | |            |
| Cirta                 | Costantina           | Algeria | Africa proconsolare |                            | Teatro romano di Cirta     |                      | Attestato su base epigrafica, non sembra che siano evidenti resti archeologici Scheda in Theatrum database |            |
| Cuicul                | Djémila              | Algeria |                     | 36°19′14.38″N 5°44′15.61″E | Teatro romano di Djemila   |                      | |            |
| Hippo Regius          | Annaba               | Algeria |                     | 36°52′52.86″N 7°44′48.48″E | Teatro romano di Ippona    |                      | |            |
| Madaurus              | Madaura              | Algeria |                     | 36°04′24.96″N 7°54′05.4″E  | Teatro romano di Madaura   |                      | |            |
| Rusicadae             | Skikda               | Algeria |                     | 36°52′46.6″N 6°54′18.94″E  | Teatro romano di Rusicadae |                      | |            |
| Sitifis               | Sétif                | Algeria |                     |                            | Teatro romano di Sitifis   |                      | Attestato su base epigrafica, non sembra che siano evidenti resti archeologici Scheda in Theatrum database |            |
| Thamugadi             | Timgad               | Algeria |                     | 36°04′40.38″N 7°54′05.18″E | Teatro romano di Timgad    |                      | |            |
| Thubursicum Numidarum | Khamissa             | Algeria |                     | 36°11′21.84″N 7°40′59.88″E | Teatro romano di Khamissa  |                      | |            |
| Theveste              | Tébessa              | Algeria |                     |                            | Teatro romano di Tébessa   |                      | |            |
| Tipasa di Mauretania  | Tipasa               | Algeria |                     | 36°35′33.58″N 2°26′30.3″E  | Teatro romano di Tipasa    |                      | |            |

### Austria
| Città (Nome latino) | Città (Nome moderno) | Paese   | Provincia romana | Coordinate | Nome                     | Diametro della cavea | Note | Fotografia |
| ------------------- | -------------------- | ------- | ---------------- | ---------- | ------------------------ | -------------------- | ---- | ---------- |
| Virunum             | Magdalensberg        | Austria | Norico           |            | Teatro romano di Virunum |                      |      |            |

### Belgio
| Città (Nome latino) | Città (Nome moderno) | Paese  | Provincia romana | Coordinate | Nome                     | Diametro della cavea | Note | Fotografia |
| ------------------- | -------------------- | ------ | ---------------- | ---------- | ------------------------ | -------------------- | ---- | ---------- |
|                     | Blicquy              | Belgio |                  |            | Teatro romano di Blicquy |                      |      |            |

### Bulgaria
| Città (Nome latino) | Città (Nome moderno) | Paese    | Provincia romana | Coordinate                  | Nome                                                                         | Diametro della cavea | Note | Fotografia |
| ------------------- | -------------------- | -------- | ---------------- | --------------------------- | ---------------------------------------------------------------------------- | -------------------- | ---- | ---------- |
| Augusta Traiana     | Stara Zagora         | Bulgaria | Tracia           |                             |                                                                              |                      |      |            |
| Nicopolis ad Istrum | Nikyup               | Bulgaria | Tracia           | 43°13′02″N 25°36′40″E       | Teatro romano di Nicopolis ad Istrum                                         |                      |      |            |
| Philipoppolis       | Plovdiv              | Bulgaria | Tracia           | 42°08′50.06″N 24°45′03.85″E | Teatro romano di Plovdiv                                                     |                      |      |            |
| Serdica             | Sofia                | Bulgaria | Tracia           |                             | Teatro romano di Serdica. Si trova sotto il successivo Anfiteatro di Serdica |                      |      |            |

### Cipro
| Città (Nome latino) | Città (Nome moderno) | Paese | Provincia romana | Coordinate                  | Nome                            | Diametro della cavea | Note | Fotografia |
| ------------------- | -------------------- | ----- | ---------------- | --------------------------- | ------------------------------- | -------------------- | ---- | ---------- |
| Curium              | Curium               | Cipro | Cipro            | 34°39′51.16″N 32°53′16.63″E | Teatro greco - romano di Curium |                      |      |            |

### Croazia
| Città (Nome latino)                            | Città (Nome moderno) | Paese   | Provincia romana       | Coordinate                  | Nome                          | Diametro della cavea | Note                                    | Fotografia |
| ---------------------------------------------- | -------------------- | ------- | ---------------------- | --------------------------- | ----------------------------- | -------------------- | --------------------------------------- | ---------- |
| Colonia Pietas Iulia Pola Pollentia Herculanea | Pola                 | Croazia |                        | 44°52′12.53″N 13°50′49.17″E | Teatro romano piccolo di Pola |                      |                                         |            |
| Colonia Pietas Iulia Pola Pollentia Herculanea | Pola                 | Croazia |                        |                             | Teatro romano grande di Pola  |                      | distrutto, era alla base del monte Zara |            |
| Issa                                           | Lissa                | Croazia |                        |                             | Teatro di Issa                |                      |                                         |            |
| Salona                                         | Salona               | Croazia | Illyricum poi Dalmazia | 43°32′09.25″N 16°28′50.78″E | Teatro romano di Salona       |                      |                                         |            |

### Francia
| Città (Nome latino)    | Città (Nome moderno) | Paese   | Coordinate                 | Note                               | Fotografia |
| ---------------------- | -------------------- | ------- | -------------------------- | ---------------------------------- | ---------- |
| Alba Augusta Helviorum | Alba-la-Romaine      | Francia | 44°33′35.6″N 4°36′06.55″E  | Teatro romano di Alba-la-Romaine   |            |
| Aquae Sextiae          | Aix-en-Provence      | Francia | 43°31′49.01″N 5°26′13.99″E | Teatro romano di Aix-en-Provence   |            |
| Arausio                | Orange               | Francia | 44°08′09.13″N 4°48′31.9″E  | Teatro romano di Orange            |            |
| Arelate                | Arles                | Francia | 43°40′35″N 4°37′46.99″E    | Teatro romano di Arles             |            |
| Argentomagus           | Saint-Marcel (Indre) | Francia | 46°35′56.65″N 1°30′34.81″E | Teatro romano di Argentomagus      |            |
| Aquae Segetae          |                      | Francia | 45°35′24.07″N 4°04′15.89″E | Teatro romano di Moingt            |            |
|                        | Aubigné-Racan        | Francia | 47°39′47.99″N 0°14′10″E    | Teatro romano di Cherré            |            |
| Augusta Suessionum     | Soissons             | Francia | 49°22′27.48″N 3°19′22.08″E | Teatro romano di Soissons          |            |
| Augustodunum           | Autun                | Francia | 46°57′09.95″N 4°18′35.82″E | Teatro romano di Autun             |            |
| Augustodunum           | Autun                | Francia | 46°57′33.48″N 4°17′12.48″E | Teatro antico di Haut-du-Verge     |            |
| Brantuspantium         | Vendeuil-Caply       | Francia | 49°36′29.16″N 2°18′02.34″E | Teatro romano di Vendeuil-Caply    |            |
|                        | Champlieu            | Francia | 49°18′32.58″N 2°51′15.3″E  | Teatro romano di Champlieu         |            |
|                        | Ceyrat               | Francia | 45°45′38.16″N 3°04′19.56″E | Teatro antico di Montaudou         |            |
| Briga                  | Eu                   | Francia | 50°01′18.01″N 1°27′54.65″E | Teatro romano di Briga             |            |
| Epomanduodurum         | Mandeure             | Francia | 47°26′56.44″N 6°47′46.39″E | Teatro romano di Mandeure          |            |
| Forum Julii            | Fréjus               | Francia | 43°26′12.98″N 6°44′17.36″E | Teatro romano di Fréjus            |            |
| Germanicomagus         | Saint-Cybardeaux     | Francia | 45°46′54.12″N 0°00′22.39″W | Teatro romano di Bouchauds         |            |
| Lugdunum               | Lione                | Francia | 45°45′35″N 4°49′11″E       | Teatro antico di Fourvière         |            |
| Massalia               | Marseille            | Francia | 43°17′47.04″N 5°21′52.94″E | Teatro antico di Marsiglia         |            |
|                        | Mauves-sur-Loire     | Francia |                            | Teatro romano di Mauves-sur-Loire  |            |
| Noviodunum             | Jublains             | Francia | 48°15′16.92″N 0°29′38.76″E | Teatro romano di Jublains          |            |
| Noviodunum Biturigum   | Neung-sur-Beuvron    | Francia | 47°30′36.36″N 1°48′47.52″E | Teatro romano di Neung-sur-Beuvro  |            |
| Juliobona              | Lillebonne           | Francia | 49°31′03.63″N 0°32′12.31″E | Teatro romano di Lillebonne        |            |
|                        | Sault-Brénaz         | Francia | 45°51′26.64″N 5°24′41.76″E | Sito archeologico di Colombie      |            |
|                        | Vendeuil-Caply       | Francia | 49°36′29.16″N 2°18′02.52″E | Teatro romano di Vendeuil-Caply    |            |
| Julia Viennensis       | Vienne               | Francia | 45°31′29.37″N 4°52′43.96″E | Teatro romano di Vienne            |            |
| Samarobriva            | Amiens               | Francia |                            | Teatro romano di Amiens            |            |
| Vasio Vocontiorum      | Vaison-la-Romaine    | Francia | 44°14′38″N 5°04′31.48″E    | Teatro romano di Vaison-la-Romaine |            |

### Egitto
| Città (Nome latino)    | Città (Nome moderno) | Paese  | Provincia romana | Coordinate | Nome                         | Diametro della cavea | Note | Fotografia |
| ---------------------- | -------------------- | ------ | ---------------- | ---------- | ---------------------------- | -------------------- | ---- | ---------- |
| Alexandrea ad Aegyptum | Alessandria d'Egitto | Egitto |                  |            | Teatro romano di Alessandria |                      |      |            |

### Germania
| Città (Nome latino) | Città (Nome moderno) | Paese    | Provincia romana                     | Coordinate           | Nome                     | Diametro della cavea | Note | Fotografia |
| ------------------- | -------------------- | -------- | ------------------------------------ | -------------------- | ------------------------ | -------------------- | ---- | ---------- |
| Nida (città romana) | Francoforte          | Germania |                                      |                      | Teatro romano di Nida    |                      |      |            |
| Mogontiacum         | Magonza              | Germania | Gallia Comata poi Germania superiore | 49°59′35″N 8°16′40″E | Teatro romano di Magonza |                      |      |            |

### Giordania
| Città (Nome latino) | Città (Nome moderno) | Paese     | Provincia romana | Coordinate                  | Nome                                   | Diametro della cavea | Note | Fotografia |
| ------------------- | -------------------- | --------- | ---------------- | --------------------------- | -------------------------------------- | -------------------- | ---- | ---------- |
| Abila               | Quwaylibah           | Giordania |                  | 32°40′50″N 35°52′09″E       | Teatro romano di Abila                 |                      |      |            |
| Gadara              | Umm Qais             | Giordania | Siria            | 32°39′20.02″N 35°40′40.55″E | Teatro romano ovest di Gadara          |                      |      |            |
| Gerasa              | Jerash               | Giordania | Siria            | 32°16′36.26″N 35°53′21.12″E | Teatro romano meridionale di Gerasa    |                      |      |            |
| Gerasa              | Jerash               | Giordania | Siria            | 32°16′57.54″N 35°53′32.46″E | Teatro romano settentrionale di Gerasa |                      |      |            |
| Philadelphia        | Amman                | Giordania | Decapoli         | 31°57′06.09″N 35°56′21.5″E  | Teatro romano di Amman                 |                      |      |            |
| Philadelphia        | Amman                | Giordania | Decapoli         | 31°57′08.46″N 35°56′23.75″E | Odeon di Amman                         |                      |      |            |
| Pella               | Pella                | Giordania | Decapoli         | 32°27′N 35°37′E             | Teatro romano di Pella                 |                      |      |            |
| Petra               | Petra                | Giordania | Decapoli         | 30°19′29.27″N 35°26′49.3″E  | Teatro romano di Petra                 |                      |      |            |

### Grecia
| Città (Nome latino) | Città (Nome moderno) | Paese  | Provincia romana              | Coordinate               | Nome                 | Diametro della cavea | Note | Fotografia |
| ------------------- | -------------------- | ------ | ----------------------------- | ------------------------ | -------------------- | -------------------- | ---- | ---------- |
| Atene               | Atene                | Grecia | Macedonia et Achaea poi Acaia | 37°58′14.72″N 23°43′28″E | Odeo di Erode Attico |                      |      |            |

### Israele
| Città (Nome latino) | Città (Nome moderno) | Paese   | Coordinate                  | Note                               | Fotografia |
| ------------------- | -------------------- | ------- | --------------------------- | ---------------------------------- | ---------- |
|                     | Binyamina            | Israele | 32°32′05.03″N 34°56′53.75″E | Teatro romano di Shuni             |            |
| Cesarea marittima   | Caesarea             | Israele | 32°29′45.78″N 34°53′27.49″E | Teatro romano di Cesarea marittima |            |
| Diocaesarea         | Zippori              | Israele | 32°45′12.47″N 35°16′47.13″E | Teatro romano di Diocaesarea       |            |
| Hippos              | Hippos               | Israele | 32°46′45.52″N 35°39′32.26″E | Teatro romano di Hippos            |            |
| Eleutheropolis      | Beit Guvrin          | Israele |                             | Teatro romano di Eleutheropolis    |            |
| Emmatha             | Hamat Gader          | Israele | 32°41′07.02″N 35°39′55.99″E | Teatro romano di Emmatha           |            |
| Scythopolis         | Beit She'an          | Israele | 32°30′05.52″N 35°30′05.72″E | Teatro romano di Scythopolis       |            |
| Sebaste             | Samaria              | Israele | 32°16′37.92″N 35°11′26.88″E | Teatro romano di Sebaste           |            |
| Tiberias            | Tiberiade            | Israele | 32°46′12″N 35°32′24″E       | Teatro romano di Tiberiade         |            |

### Italia
| Città (Nome latino)     | Città (Nome moderno)   | Paese  | Provincia romana                          | Coordinate                  | Nome                                                                       | Diametro della cavea | Note | Fotografia |
| ----------------------- | ---------------------- | ------ | ----------------------------------------- | --------------------------- | -------------------------------------------------------------------------- | -------------------- | --- | ---------- |
| Abella (città antica)   | Avella                 | Italia | Italia romana, Regio I Latium et Campania |                             | Teatro romano di Avella                                                    |                      | Attestato su base epigrafica Scheda in Theatrum database                                                                          |            |
| Acelum                  | Asolo                  | Italia | Italia romana, Regio X Venetia et Histria | 45°47′59.82″N 11°54′50.8″E  | Teatro romano di Asolo                                                     |                      | |            |
| Acerrae                 | Acerra                 | Italia |                                           |                             | Teatro romano di Acerra                                                    |                      | |            |
| Aesis                   | Jesi                   | Italia | Italia romana, Regio VI Umbria            | 43°31′24.46″N 13°14′43.58″E | Teatro romano di Jesi                                                      |                      | |            |
| Alba Fucens             | Alba Fucens            | Italia | Italia romana, Regio IV Samnium           | 42°04′46.85″N 13°24′46.12″E | Teatro romano di Alba Fucens                                               |                      | |            |
| Albintimilium           | Ventimiglia            | Italia | Italia romana, Regio IX Liguria           | 43°28′19.71″N 7°22′25.05″E  | Teatro romano di Ventimiglia                                               |                      | |            |
| Allifae                 | Alife                  | Italia | Italia romana, Regio IV Samnium           |                             | Teatro romano di Alife                                                     |                      | Parzialmente scavato Scheda in Theatrum database. I resti sono stati distrutti negli anni cinquanta del novecento.Pianta e scheda |            |
| Amiternum               | L'Aquila               | Italia | Italia romana, Regio IV Samnium           | 42°24′13.9″N 13°18′35.71″E  | Teatro romano di Amiternum                                                 |                      | |            |
| Antium                  | Anzio e Nettuno        | Italia | Italia romana, Regio I Latium et Campania | 41°27′18.58″N 12°37′43.15″E | Teatro romano di Anzio                                                     |                      | |            |
| Anxurnas                | Terracina              | Italia | Italia romana, Regio I Latium et Campania | 41°17′31.6″N 13°14′57.48″E  | Teatro romano di Terracina                                                 |                      | |            |
| Aquinum                 | Castrocielo            | Italia | Italia romana, Regio I Latium et Campania | 41°29′52.33″N 13°41′22.13″E | Teatro romano di Aquino                                                    |                      | |            |
| Ariminum                | Rimini                 | Italia | Italia romana, Regio VIII Aemilia         |                             | Teatro romano di Rimini                                                    |                      | |            |
| Asculum                 | Ascoli Piceno          | Italia |                                           | 42°51′13.36″N 13°34′07.21″E | Teatro romano di Ascoli Piceno                                             |                      | |            |
| Augusta Bagiennorum     | Bene Vagienna          | Italia |                                           | 44°33′33.48″N 7°51′17.75″E  | Teatro romano di Augusta Bagiennorum                                       |                      | |            |
| Augusta Praetoria       | Aosta                  | Italia |                                           | 45°44′18.28″N 7°19′20.28″E  | Teatro romano di Aosta                                                     |                      | |            |
| Augusta Taurinorum      | Torino                 | Italia |                                           | 45°04′26.3″N 7°41′07.85″E   | Teatro romano di Torino                                                    |                      | |            |
| Beneventum              | Benevento              | Italia |                                           | 41°07′50.47″N 14°46′18.84″E | Teatro romano di Benevento                                                 |                      | |            |
| Bononia                 | Bologna                | Italia |                                           | 44°29′28.86″N 11°20′26.84″E | Teatro romano di Bologna                                                   |                      | |            |
| Bovianum Vetus          | Pietrabbondante        | Italia |                                           | 41°44′23.1″N 14°23′14.89″E  | Teatro romano di Pietrabbondante                                           |                      | |            |
| Brixia                  | Brescia                | Italia |                                           | 45°32′23.82″N 10°13′32.53″E | Teatro romano di Brescia                                                   |                      | |            |
| Cales                   | Calvi Risorta          | Italia |                                           | 41°11′59.86″N 14°07′56.6″E  | Teatro romano di Cales                                                     |                      | |            |
| Carsulae                | San Gemini e Terni     | Italia |                                           | 42°38′21.55″N 12°33′36.5″E  | Teatro romano di Carsulae                                                  |                      | |            |
| Casinum                 | Cassino                | Italia |                                           | 41°28′59.84″N 13°49′15.67″E | Teatro romano di Cassino                                                   |                      | |            |
| Catana                  | Catania                | Italia |                                           | 37°30′10.4″N 15°05′00.9″E   | Teatro romano di Catania                                                   |                      | |            |
| Civitas Camunnorum      | Cividate Camuno        | Italia |                                           | 45°56′36.85″N 10°16′51.53″E | Teatro romano di Cividate Camuno                                           |                      | |            |
| Cluviae                 | Casoli                 | Italia | Italia romana, Regio IV Samnium           |                             | Teatro romano di Cluviae                                                   |                      | Scheda in Theatrum database |            |
| Corfinium               | Corfinio               | Italia | Italia romana, Regio IV Samnium           | 42°07′26.94″N 13°50′34.79″E | Teatro romano di Corfinio                                                  |                      | |            |
| Faesulae                | Fiesole                | Italia |                                           | 43°48′28.15″N 11°17′37.43″E | Teatro romano di Fiesole                                                   |                      | |            |
| Falerio Picenus         | Falerone               | Italia |                                           | 43°06′08.57″N 13°30′00.11″E | Teatro romano di Falerone                                                  |                      | |            |
| Fanum Fortunae          | Fano                   | Italia |                                           | 43°50′43.01″N 13°00′54.76″E | Teatro romano di Fano                                                      |                      | |            |
| Ferentinum              | Ferentino              | Italia |                                           | 41°41′26.7″N 13°15′13.75″E  | Teatro romano di Ferentino                                                 |                      | |            |
| Ferentium               | Viterbo                | Italia |                                           | 42°29′19″N 12°07′57″E       | Teatro romano di Ferentium                                                 |                      | |            |
| Firmum Picenum          | Fermo                  | Italia |                                           | 43°09′40.75″N 13°42′55.66″E | Teatro romano di Fermo                                                     |                      | |            |
| Formiae                 | Formia                 | Italia |                                           |                             | Teatro romano di Castellone                                                |                      | |            |
| Florentia               | Firenze                | Italia |                                           |                             | Teatro romano di Firenze                                                   |                      | |            |
| Grumentum               | Grumento Nova          | Italia |                                           | 40°16′59.95″N 15°54′19.4″E  | Teatro romano di Grumento                                                  |                      | |            |
| Hatria                  | Atri                   | Italia | Italia romana, Regio V Picenum            | 42°34′54.66″N 13°58′40.66″E | Teatro romano di Atri                                                      |                      | Scheda in Theatrum database |            |
| Helvia Recina           | Macerata               | Italia |                                           | 43°19′40.64″N 13°25′26.72″E | Teatro romano di Helvia Recina                                             |                      | |            |
| Herculaneum             | Ercolano               | Italia |                                           |                             | Teatro romano di Ercolano                                                  |                      | |            |
| Ikuvium                 | Gubbio                 | Italia |                                           | 43°21′06.8″N 12°34′21.61″E  | Teatro romano di Gubbio                                                    |                      | |            |
| Interamnia Praetutiorum | Teramo                 | Italia |                                           | 42°39′28.43″N 13°42′14.67″E | Teatro romano di Teramo                                                    |                      | |            |
| Juvanum                 | Montenerodomo          | Italia |                                           | 41°59′49.99″N 14°14′59.89″E | Teatro romano di Juvanum                                                   |                      | |            |
| Libarna                 | Serravalle Scrivia     | Italia |                                           | 44°42′24.48″N 8°51′53.71″E  | Teatro romano di Libarna                                                   |                      | |            |
| Liternum                | Giugliano in Campania  | Italia |                                           | 40°55′16.93″N 14°01′48.4″E  | Teatro romano di Liternum                                                  |                      | |            |
| Locri Epizefiri         | Locri                  | Italia |                                           | 38°12′58.25″N 16°13′43.09″E | Teatro romano di Locri Luca                                                |                      | |            |
| Luca                    | Lucca                  | Italia |                                           | 43°50′43.15″N 10°30′07.92″E | Teatro romano di Lucca                                                     |                      | |            |
| Luna                    | Luni                   | Italia |                                           | 44°03′53.86″N 10°01′12.79″E | Teatro romano di Luni                                                      |                      | |            |
| Lupiae                  | Lecce                  | Italia |                                           | 40°21′05.01″N 18°10′13.94″E | Teatro romano di Lecce                                                     |                      | |            |
| Mediolanum              | Milano                 | Italia |                                           |                             | Teatro romano di Milano                                                    |                      | |            |
| Metapontum              | Metaponto              | Italia |                                           | 40°22′59.59″N 16°49′34.25″E | Teatro greco romano di Metaponto                                           |                      | |            |
| Minturnae               | Minturno               | Italia |                                           | 41°14′32.82″N 13°46′06.53″E | Teatro romano di Minturno                                                  |                      | |            |
| Mystia                  | Gioiosa Ionica         | Italia |                                           |                             | Teatro greco-romano di Marina di Gioiosa Ionica                            |                      | |            |
| Neapolis                | Napoli                 | Italia |                                           |                             | Teatro romano di Neapolis                                                  |                      | |            |
| Nora                    | Pula                   | Italia |                                           | 38°59′03.98″N 9°00′59.33″E  | Teatro romano di Nora                                                      |                      | |            |
| Nuceria Alfaterna       | Nocera Superiore       | Italia |                                           | 40°44′16.22″N 14°39′45.86″E | Teatro di Nuceria Alfaterna                                                |                      | |            |
| Ocriculum               | Otricoli               | Italia |                                           | 42°24′54.54″N 12°27′54.65″E | Teatro romano di Otricoli                                                  |                      | |            |
| Ostia                   | Ostia Antica           | Italia |                                           | 41°45′21.28″N 12°17′28.93″E | Teatro romano di Ostia                                                     |                      | |            |
| Ostra                   | Ostra Vetere           | Italia |                                           | 43°35′03.72″N 13°05′09.48″E | Teatro romano di Ostra antica                                              |                      | |            |
| Parma                   | Parma                  | Italia |                                           |                             | Teatro romano di Parma                                                     |                      | |            |
| Patavium                | Padova                 | Italia |                                           |                             | Zairo                                                                      |                      | |            |
|                         | Pietravairano          | Italia |                                           |                             | Tempio e teatro di San Nicola                                              |                      | |            |
| Pausilypon              | Posillipo, Napoli      | Italia |                                           | 40°47′40.56″N 14°11′05.14″E | Teatro di Pausilypon                                                       |                      | |            |
| Peltuinum               | Prata d'Ansidonia      | Italia |                                           | 42°16′58.37″N 13°37′26.54″E | Teatro romano di Peltuinum                                                 |                      | |            |
| Pitinum Mergens         | Acqualagna             | Italia | Italia romana, Regio VI Umbria            |                             | Teatro romano di Pitinum Mergens                                           |                      | Scheda in Theatrum database |            |
| Pompeii                 | Pompei                 | Italia |                                           | 40°44′55.66″N 14°29′18.3″E  | Teatro romano di Pompei                                                    |                      | |            |
| Pompeii                 | Pompei                 | Italia |                                           | 40°44′55.87″N 14°29′20.35″E | Teatro Piccolo (Pompei)                                                    |                      | |            |
| Roma                    | Roma                   | Italia |                                           |                             | Teatro di Pompeo                                                           |                      | |            |
| Roma                    | Roma                   | Italia |                                           | 41°32′00.59″N 12°17′06.73″E | Teatro di Marcello                                                         |                      | |            |
| Roma                    | Roma                   | Italia |                                           | 41°32′02.32″N 12°17′02.04″E | Teatro di Balbo                                                            |                      | |            |
| Saepinum                | Sepino                 | Italia |                                           | 41°26′03.95″N 14°37′02.86″E | Teatro romano di Sepino                                                    |                      | |            |
| Scolacium               | Borgia (Italia)        | Italia |                                           | 38°48′24.84″N 16°35′41.06″E | Teatro romano di Scolacium                                                 |                      | |            |
| Spoletium               | Spoleto                | Italia |                                           | 42°43′59.88″N 12°44′06.29″E | Teatro romano di Spoleto                                                   |                      | |            |
| Suasa                   | Castelleone di Suasa   | Italia |                                           | 43°37′29.82″N 12°59′09.56″E | Teatro romano di Suasa (individuato nel 2003 ma non completamente scavato) |                      | |            |
| Suessa                  | Sessa Aurunca          | Italia |                                           | 41°14′04.06″N 13°55′50.12″E | Teatro romano di Sessa Aurunca                                             |                      | |            |
| Tauromenion             | Taormina               | Italia |                                           |                             | Teatro antico di Taormina                                                  |                      | |            |
| Teanum Sidicinum        | Teano                  | Italia |                                           | 41°14′53.27″N 14°04′21.61″E | Teatro romano di Teano                                                     |                      | |            |
| Teate                   | Chieti                 | Italia |                                           | 42°20′49.24″N 14°09′48.53″E | Teatro romano di Chieti                                                    |                      | Scheda in Theatrum database |            |
| Telesia                 | San Salvatore Telesino | Italia |                                           |                             | Teatro romano di Telesia                                                   |                      | |            |
| Tergeste                | Trieste                | Italia |                                           | 45°38′57″N 13°46′18″E       | Teatro romano di Trieste                                                   |                      | |            |
| Tuder                   | Todi                   | Italia | Italia romana, Regio VI Umbria            | 42°46′58.38″N 12°24′26.57″E | Teatro romano di Todi                                                      |                      | |            |
| Tusculum                | Monte Porzio Catone    | Italia |                                           | 41°47′53.99″N 12°42′37.69″E | Teatro romano di Tusculum                                                  |                      | |            |
| Urbs Salvia             | Urbisaglia             | Italia |                                           | 43°11′55.96″N 13°22′50.37″E | Teatro romano di Urbs Salvia                                               |                      | |            |
| Urvinum Mataurense      | Urbino                 | Italia |                                           | 43°43′27.62″N 12°38′15.14″E | Teatro romano di Urbino                                                    |                      | |            |
| Venafrum                | Venafro                | Italia |                                           | 41°29′08.16″N 14°02′24.07″E | Teatro romano di Venafro                                                   |                      | |            |
| Verona                  | Verona                 | Italia |                                           | 45°26′50.7″N 11°00′05.9″E   | Teatro romano di Verona                                                    |                      | |            |
| Vicetia                 | Vicenza                | Italia |                                           | 45°32′38″N 11°32′52.62″E    | Teatro Berga                                                               |                      | |            |
| Volaterrae              | Volterra               | Italia |                                           | 43°24′13″N 10°51′36″E       | Teatro romano di Volterra                                                  |                      | |            |

### Libano
| Città (Nome latino) | Città (Nome moderno) | Paese  | Provincia romana | Coordinate               | Nome                    | Diametro della cavea | Note | Fotografia |
| ------------------- | -------------------- | ------ | ---------------- | ------------------------ | ----------------------- | -------------------- | ---- | ---------- |
| Byblos              | Byblos               | Libano |                  | 34°07′09.44″N 35°38′42″E | Teatro romano di Byblos |                      |      |            |

### Libia
| Città (Nome latino) | Città (Nome moderno) | Paese | Provincia romana | Coordinate                  | Nome                          | Diametro della cavea | Note | Fotografia |
| ------------------- | -------------------- | ----- | ---------------- | --------------------------- | ----------------------------- | -------------------- | ---- | ---------- |
| Cyrene              | Shahhat              | Libia | Creta e Cirene   | 32°49′06.56″N 21°51′27.94″E | Odeion romano di Cyrene       |                      |      |            |
| Leptis Magna        | Lebda                | Libia | Africa           | 32°38′17.2″N 14°17′25.2″E   | Teatro romano di Leptis Magna |                      |      |            |
| Sabratha            | Sabrata              | Libia | Africa           | 32°48′18.6″N 12°29′07.2″E   | Teatro romano di Sabratha     |                      |      |            |
| Tolmeta             | Tolmeita             | Libia | Creta e Cirene   | 32°42′24.91″N 20°57′10.44″E | Teatro romano di Tolemaide    |                      |      |            |

### Lussemburgo
| Città (Nome latino) | Città (Nome moderno) | Paese       | Provincia romana | Coordinate                 | Nome                       | Diametro della cavea | Note | Fotografia |
| ------------------- | -------------------- | ----------- | ---------------- | -------------------------- | -------------------------- | -------------------- | ---- | ---------- |
| Ricciacum           | Dalheim              | Lussemburgo |                  | 49°32′26.44″N 6°15′25.37″E | Teatro romano di Ricciacum |                      |      |            |

### Macedonia del Nord
| Città (Nome latino) | Città (Nome moderno) | Paese              | Provincia romana | Coordinate                  | Nome                                | Diametro della cavea | Note | Fotografia |
| ------------------- | -------------------- | ------------------ | ---------------- | --------------------------- | ----------------------------------- | -------------------- | ---- | ---------- |
| Eraclea Lincestide  | Bitola               | Macedonia del Nord |                  | 41°00′41.15″N 21°20′31.96″E | Teatro romano di Eraclea Lincestide |                      |      |            |
| Lychnidus           | Ocrida               | Macedonia del Nord |                  | 41°06′52.96″N 20°47′38.02″E | Teatro romano di Ocrida             |                      |      |            |
| Scupi               | Skopje               | Macedonia del Nord |                  | 42°01′01.85″N 21°23′36.82″E | Teatro romano di Skopje             |                      |      |            |
| Stobi               | Gradsko              | Macedonia del Nord |                  | 41°33′05.51″N 21°58′28.42″E | Teatro romano di Stobi              |                      |      |            |

### Marocco
| Città (Nome latino)  | Città (Nome moderno) | Paese   | Provincia romana     | Coordinate | Nome                   | Diametro della cavea | Note | Fotografia |
| -------------------- | -------------------- | ------- | -------------------- | ---------- | ---------------------- | -------------------- | ---- | ---------- |
| Lixus (città antica) | Larache              | Marocco | Mauretania Tingitana |            | Teatro romano di Lixus |                      |      |            |

### Palestina
| Città (Nome latino) | Città (Nome moderno) | Paese              | Coordinate | Note                    | Fotografia |
| ------------------- | -------------------- | ------------------ | ---------- | ----------------------- | ---------- |
| Jericho             | Gerico               | Stato di Palestina |            | Teatro di Erode         |            |
| Flavia Neapolis     | Nablus               | Stato di Palestina |            | Teatro romano di Nablus |            |

### Portogallo
| Città (Nome latino) | Città (Nome moderno) | Paese      | Provincia romana | Coordinate                 | Nome                     | Diametro della cavea | Note | Fotografia |
| ------------------- | -------------------- | ---------- | ---------------- | -------------------------- | ------------------------ | -------------------- | ---- | ---------- |
| Bracara augusta     | Braga                | Portogallo |                  | 41°32′48.16″N 8°25′49.13″W | Teatro romano di Braga   |                      |      |            |
| Ebura               | Évora                | Portogallo |                  |                            | Teatro romano di Évora   |                      |      |            |
| Olissipona          | Lisbona              | Portogallo |                  | 38°42′38.05″N 9°07′56.75″W | Teatro romano di Lisbona |                      |      |            |

### Regno Unito
| Città (Nome latino) | Città (Nome moderno) | Paese       | Provincia romana | Coordinate                 | Nome                         | Diametro della cavea | Note | Fotografia |
| ------------------- | -------------------- | ----------- | ---------------- | -------------------------- | ---------------------------- | -------------------- | ---- | ---------- |
| Camulodunum         | Colchester           | Regno Unito |                  |                            | Teatro romano di Camulodunum |                      |      |            |
| Verulamium          | St Albans            | Regno Unito |                  | 51°45′13.75″N 0°21′30.78″W | Teatro romano di Verulamium  |                      |      |            |

### Siria
| Città (Nome latino) | Città (Nome moderno) | Paese | Provincia romana | Coordinate                  | Nome                          | Diametro della cavea | Note | Fotografia |
| ------------------- | -------------------- | ----- | ---------------- | --------------------------- | ----------------------------- | -------------------- | ---- | ---------- |
| Apamea              | Apamea               | Siria |                  | 35°25′00.65″N 36°23′41.36″E | Teatro romano di Apamea       |                      |      |            |
| Cyrrhus             | Cirro (Siria)        | Siria |                  | 36°44′39.01″N 36°57′33.01″E | Teatro romano di Cyrrhus      |                      |      |            |
| Dionysias Soada     | As-Suwayda           | Siria |                  | 32°42′20.79″N 36°33′54.2″E  | Teatro romano di Dionysias    |                      |      |            |
| Dura Europos        | Dura Europos         | Siria |                  |                             | Teatro romano di Dura Europos |                      |      |            |
| Filippopolis        | Shahba               | Siria |                  | 32°51′11.91″N 36°37′36.21″E | Teatro romano di Filippopolis |                      |      |            |
| Gabala              | Jable                | Siria |                  | 35°21′42.74″N 35°55′27.49″E | Teatro romano di Jable        |                      |      |            |
| Nova Traiana Bostra | Bosra                | Siria |                  | 32°31′03.83″N 36°28′53.65″E | Teatro romano di Bosra        |                      |      |            |
| Palmira             | Palmira              | Siria |                  | 34°33′01.8″N 38°16′07.32″E  | Teatro di Palmira             |                      |      |            |

### Spagna
| Città (Nome latino)     | Città (Nome moderno) | Paese  | Provincia romana | Coordinate                 | Nome                             | Diametro della cavea | Note | Fotografia |
| ----------------------- | -------------------- | ------ | ---------------- | -------------------------- | -------------------------------- | -------------------- | ---- | ---------- |
| Julia Gemela Acci       | Guadix               | Spagna |                  | 37°18′08.24″N 3°08′16.39″W | Teatro romano di Acci            |                      |      |            |
| Acipinio                | Ronda                | Spagna |                  | 36°49′54.66″N 5°14′25.76″W | Teatro romano di Acipinio        |                      |      |            |
| Baetulo                 | Badalona             | Spagna |                  | 41°27′06.59″N 2°14′45.04″E | Teatro romano di Badalona        |                      |      |            |
| Baelo Claudia           | Baelo Claudia        | Spagna |                  | 36°05′27.35″N 5°46′32.05″W | Teatro romano di Baelo Claudia   |                      |      |            |
| Bilbilis                | Calatayud            | Spagna |                  | 41°22′54.12″N 1°36′13.43″W | Teatro romano di Bilbilis        |                      |      |            |
| Carthago Nova           | Cartagena            | Spagna |                  | 37°35′58.2″N 0°59′02.76″W  | Teatro romano di Cartagena       |                      |      |            |
| Caesarea Augusta        | Saragozza            | Spagna |                  | 41°39′07.83″N 0°52′39.95″W | Teatro romano di Saragozza       |                      |      |            |
| Carteia                 | San Roque (Cadice)   | Spagna |                  | 36°11′09.11″N 5°24′24.26″W | Teatro romano di Carteia         |                      |      |            |
| Colonia Clunia Sulpicia | Clunia               | Spagna |                  | 41°47′02.51″N 3°21′55.04″W | Teatro romano di Clunia Sulpicia |                      |      |            |
| Cordŭba                 | Cordova              | Spagna |                  | 37°52′55.24″N 4°46′41.49″W | Teatro romano di Cordova         |                      |      |            |
| Gades                   | Cadice               | Spagna |                  | 36°31′41.88″N 6°17′37.32″W | Teatro romano di Cadice          |                      |      |            |
| Emerita Augusta         | Mérida               | Spagna |                  | 38°54′55.48″N 6°20′19.36″W | Teatro romano di Mérida          |                      |      |            |
| Italica                 | Italica              | Spagna |                  | 37°26′24.29″N 6°02′19.5″W  | Teatro romano di Italica         |                      |      |            |
| Malaca                  | Malaga               | Spagna |                  | 36°43′16.3″N 4°25′00.7″W   | Teatro romano di Málaga          |                      |      |            |
| Metellinum              | Medellín             | Spagna |                  | 38°57′58.46″N 5°57′21.6″W  | Teatro romano di Medellín        |                      |      |            |
| Pollentia               | Alcúdia              | Spagna |                  | 39°50′50.5″N 3°07′34.82″E  | Teatro romano di Pollentia       |                      |      |            |
| Regina                  | Casas de Reina       | Spagna |                  | 38°12′11.96″N 5°57′12.59″W | Teatro romano di Regina          |                      |      |            |
| Saguntum                | Sagunto              | Spagna |                  | 39°40′36.52″N 0°16′40.53″W | Teatro romano di Sagunto         |                      |      |            |
| Segóbriga               | Saelices             | Spagna |                  | 39°53′10.21″N 2°48′44.86″W | Teatro romano di Segóbriga       |                      |      |            |
| Tarraco                 | Tarragona            | Spagna |                  | 41°06′46.45″N 1°14′57.03″E | Teatro romano di Tarraco         |                      |      |            |

### Svizzera
| Città (Nome latino) | Città (Nome moderno) | Paese    | Provincia romana | Coordinate                 | Nome                             | Diametro della cavea | Note | Fotografia |
| ------------------- | -------------------- | -------- | ---------------- | -------------------------- | -------------------------------- | -------------------- | ---- | ---------- |
| Augusta Raurica     | Augst                | Svizzera |                  | 47°31′59″N 7°43′17″E       | Teatro romano di Augusta Raurica |                      |      |            |
| Aventicum           | Avenches             | Svizzera |                  | 46°52′48.94″N 7°02′55.61″E | Teatro romano di Aventicum       |                      |      |            |
| Lencis              | Lenzburg             | Svizzera |                  | 47°23′41.6″N 8°11′27.2″E   | Teatro romano di Lenzburg        |                      |      |            |

### Tunisia
| Città (Nome latino) | Città (Nome moderno) | Paese   | Provincia romana | Coordinate                  | Nome                         | Diametro della cavea | Note | Fotografia |
| ------------------- | -------------------- | ------- | ---------------- | --------------------------- | ---------------------------- | -------------------- | ---- | ---------- |
| Altiburo            | Dahmani              | Tunisia |                  | 35°52′21.55″N 8°47′10.94″E  | Teatro romano di Altiburo    |                      |      |            |
| Ammaedara           | Haidra               | Tunisia |                  | 35°33′59.29″N 8°27′27.22″E  | Teatro romano di Ammaedara   |                      |      |            |
| Assura              |                      | Tunisia |                  | 35°59′39.62″N 9°01′09.3″E   | Teatro romano di Assura      |                      |      |            |
| Bulla Regia         | Bulla Regia          | Tunisia |                  | 36°33′31.94″N 8°45′25.41″E  | Teatro romano di Bulla Regia |                      |      |            |
| Cartagine           | Tunisi               | Tunisia |                  | 36°51′27.9″N 10°19′45.96″E  | Teatro romano di Cartagine   |                      |      |            |
| Cilium              | Kasserine            | Tunisia |                  | 35°10′03.11″N 8°47′57.7″E   | Teatro romano di Cilium      |                      |      |            |
| Simitthus           | Chemtou              | Tunisia |                  | 36°29′29.27″N 8°34′18.4″E   | Teatro romano di Simitthus   |                      |      |            |
| Sufetula            | Sbeitla              | Tunisia |                  | 35°14′22.56″N 9°07′20.64″E  | Teatro romano di Sbeitla     |                      |      |            |
| Thignica            | Aïn-Tounga           | Tunisia |                  | 36°31′22.3″N 9°21′44.73″E   | Teatro romano di Thignica    |                      |      |            |
| Thugga              | Dougga               | Tunisia |                  | 36°25′25.64″N 9°13′13.26″E  | Teatro romano di Dougga      |                      |      |            |
| Utica               | Utica                | Tunisia |                  | 37°02′59.28″N 10°03′13.43″E | Teatro romano di Utica       |                      |      |            |

### Turchia
| Città (Nome latino) | Città (Nome moderno) | Paese   | Coordinate                  | Note                                                                    | Fotografia |
| ------------------- | -------------------- | ------- | --------------------------- | ----------------------------------------------------------------------- | ---------- |
| Ancyra              | Ankara               | Turchia | 39°56′30.28″N 32°51′37.31″E | Teatro romano di Ancyra                                                 |            |
| Aphrodisias         | Geyre                | Turchia | 37°42′25.74″N 28°43′30.65″E | Teatro di Afrodisia. Origini preromane.                                 |            |
| Aphrodisias         | Geyre                | Turchia | 37°42′32.5″N 28°43′24.3″E   | Odeon di Afrodisia                                                      |            |
| Arycanda            |                      | Turchia | 36°30′51.91″N 30°03′35.82″E | Teatro romano di Arycanda                                               |            |
| Aspendos            | Aspendos             | Turchia | 36°56′20″N 31°10′20″E       | Teatro romano di Aspendo                                                |            |
| Bizya o Bizye       | Vize                 | Turchia | 41°34′25.47″N 27°46′09.73″E | Teatro romano di Bizya                                                  |            |
| Caunus              | Dalyan               | Turchia | 36°49′31.37″N 28°37′24.35″E | Teatro greco - romano di Caunus                                         |            |
| Ephesus             | Selçuk               | Turchia | 37°56′27.64″N 27°20′33.83″E | Teatro greco - romano di Efeso                                          |            |
| Ephesus             | Selçuk               | Turchia | 37°56′12.84″N 27°20′41.82″E | Odeon di Efeso                                                          |            |
| Elaiussa Sebaste    | Ayaş, Mersin         | Turchia | 36°29′01.05″N 34°10′25.41″E | Teatro romano di Elaiussa Sebaste                                       |            |
| Erythrae            | Ildırı               | Turchia | 38°22′58.62″N 26°28′51″E    | Teatro greco - romano di Erythrae                                       |            |
| Euromos             | Selimiye             | Turchia | 37°22′35.35″N 27°40′30.54″E | Teatro greco - romano di Euromos                                        |            |
| Ezani               | Çavdarhisar          | Turchia | 39°12′26.03″N 29°36′42.87″E | Teatro romano di Ezani                                                  |            |
| Halicarnassus       | Bodrum               | Turchia | 37°02′16″N 27°25′27″E       | Teatro greco - romano di Alicarnasso                                    |            |
| Hierapolis          | Hierapolis           | Turchia | 37°55′36.44″N 29°07′44.54″E | Teatro di Hierapolis                                                    |            |
| Isauria             |                      | Turchia |                             | Teatro di Isauria. Origini preromane.                                   |            |
| Knidos              | Knidos               | Turchia |                             | Teatro superiore di Knidos. Origini preromane; spoliato nel XIX secolo. |            |
| Knidos              | Knidos               | Turchia | 36°41′09″N 27°22′30″E       | Teatro inferiore di Knidos. Origini preromane.                          |            |
| Laodicea ad Lycum   |                      | Turchia | 37°50′19.47″N 29°06′27.76″E | Teatro occidentale di Laodicea ad Lycum. Origini preromane.             |            |
| Laodicea ad Lycum   |                      | Turchia | 37°50′16.74″N 29°06′40.29″E | Teatro nord di Laodicea ad Lycum. Origini preromane.                    |            |
| Miletus             | Mileto               | Turchia | 37°31′50.33″N 27°16′32.88″E | Teatro romano di Mileto                                                 |            |
| Myra                | Myra                 | Turchia | 36°15′32.22″N 29°59′07.12″E | Teatro romano di Myra                                                   |            |
| Nysa                | Nysa                 | Turchia | 37°54′12.85″N 28°08′43.22″E | Teatro romano di Nysa                                                   |            |
| Olba (Cilicia)      | Uzuncaburç           | Turchia | 36°34′52.4″N 33°55′36.46″E  | Teatro di Olba. Origini preromane.                                      |            |
| Patara              |                      | Turchia | 36°15′36.72″N 29°18′51.34″E | Teatro greco romano di Patara                                           |            |
| Pergamo             | Bergama              | Turchia | 39°07′57″N 27°11′03″E       | Teatro romano di Pergamo                                                |            |
| Pergamo             | Bergama              | Turchia | 39°07′09.98″N 27°09′55.17″E | Teatro di Pergamo - Asclepio                                            |            |
| Perge               | Aksu                 | Turchia | 36°57′27.72″N 30°51′02.77″E | Teatro romano di Perge                                                  |            |
| Phaselis            |                      | Turchia | 36°31′25.28″N 30°33′09.58″E | Teatro romano di Phaselis                                               |            |
| Phocaea             | Distretto di Foça    | Turchia | 38°40′03″N 26°45′29″E       | Teatro romano di Phocaea                                                |            |
| Sagalassos          | Burdur, Isparta      | Turchia | 37°40′41.95″N 30°31′18.8″E  | Teatro greco romano di Sagalassos. Possibili origini preromane.         |            |
| Selge               | Selge                | Turchia | 37°13′46″N 31°07′38″E       | Teatro romano di Selge                                                  |            |
| Side                | Side                 | Turchia | 36°46′05.05″N 31°23′26.84″E | Teatro romano di Side                                                   |            |
| Telmessos           | Fethiye              | Turchia | 36°37′15.4″N 29°06′20.62″E  | Teatro romano di Telmessos                                              |            |
| Termessos           | Adalia               | Turchia | 36°58′57″N 30°27′53″E       | Teatro romano di Termessos                                              |            |

### Ucraina
| Città (Nome latino) | Città (Nome moderno) | Paese   | Provincia romana | Coordinate            | Nome                  | Diametro della cavea | Note | Fotografia |
| ------------------- | -------------------- | ------- | ---------------- | --------------------- | --------------------- | -------------------- | ---- | ---------- |
| Chersonesus         | Sebastopoli          | Ucraina |                  | 44°36′36″N 33°29′31″E | Teatro di Chersonesus |                      |      |            |

### Ungheria
| Città (Nome latino) | Città (Nome moderno) | Paese    | Provincia romana | Coordinate | Nome                              | Diametro della cavea | Note | Fotografia |
| ------------------- | -------------------- | -------- | ---------------- | ---------- | --------------------------------- | -------------------- | ---- | ---------- |
| Gorsium-Herculia    | Tác                  | Ungheria |                  |            | Teatro romano di Gorsium-Herculia |                      |      |            |